# Пора седлать коней
«Пора седлать коней» (азерб. Atları yəhərləyin) — советский исторический фильм 1985 года. Фильм рассказывает о народном мстителе, легендарном азербайджанском герое гачаге Неби — простом деревенском парне, смелым и независимым, которого порядки царского времени заставили взять в руки оружие. Со временем он стал опытным воином, предводителем — гачагов, его отряд в течение двадцати лет держал в страхе всю царскую администрацию и беков.

## Сюжет
Фильм основан на одноимённом дастане.
Действия фильма происходят в конце XIX века. Картина повествует о борьбе группы гачагов под руководством народного героя Гачага Неби против феодальной знати, царских наместников и торговцев. Вместе с героем сражается и его супруга Хаджар. Не сумев одолеть мужественного предводителя восстания, враги вероломно убивают его.
Премьера фильма состоялась 25 августа 1984 года.

## В ролях
- Гасан Турабов — Наби  (озвучивание — С. Мартынов)[1]
- Мемунат Курбанова — Хаджар (озвучивание — В. Тэжик)
- Гюмрах Рагимов — крепыш Вели
- Энвер Гасанов — Сирадж (озвучивание — В. Грачёв)
- Омир Нагиев — Калыш
- Эльданиз Кулиев — Мирза
- Расим Балаев — Селим-бек (озвучивание — А. Белявский)
- Рамиз Азизбейли — Коха (озвучивание — О. Голубицкий)
- Шахмар Алекперов — Ибрагим (озвучивание — В. Филиппов)
- Мухтар Маниев — Губернатор
- Джейхун Мирзоев
- Николай Бармин